# Råvare
En råvare er en uforædlet vare, som udvindes af naturens råstoffer. Til råvarer medregnes bl.a. træ, malm, uld og rågummi. En industri som udvinder råvarer, men som ikke forædler dem, kaldes en råvareindustri. En handlet råvare kaldes en handelsvare og kan handles på en råvarebørs. Verdens største råvarebørs er Chicago Board of Trade, hvor der bl.a. handles råvarer som majs, hvede og soja.